# Cheikh Sidy Ba
Cheikh Sidy Ba (ur. 31 marca 1968 w Dakarze) – senegalski piłkarz grający na pozycji obrońcy. W swojej karierze rozegrał 9 meczów w reprezentacji Senegalu i strzelił w nich 1 gola.

## Kariera klubowa
W swojej karierze piłkarskiej Ba grał między innymi w austriackim LASK Linz oraz w rodzimym ASC Diaraf z Dakaru. W LASK występował w latach 1996–2001. Rozegrał 120 meczów w pierwszej lidze austriackiej i strzelił w niej 2 gole. W 1999 roku zdobył z LASK Puchar Austrii, a w 2001 roku spadł z nim do Erste Liga.

## Kariera reprezentacyjna
W reprezentacji Senegalu Ba zadebiutował w 2000 roku. W tym samym roku został powołany do kadry na Puchar Narodów Afryki 2000, na którym rozegrał 4 mecze: z Burkina Faso (3:1), z Egiptem (0:1), z Zambią (2:2) i ćwierćfinale z Nigerią (1:2). W kadrze narodowej rozegrał łącznie 9 meczów (wszystkie w 2000 roku) i strzelił 1 gola.